# بوند آفشور هلیکوپترز
بوند آفشور هلیکوپترز (به انگلیسی: Bond Offshore Helicopters) یک شرکت هواپیمایی است که در تاریخ ۱۹۶۱ میلادی تأسیس شده است.
دفتر مرکزی بوند آفشور هلیکوپترز در ابردین واقع شده‌است.